# Billy Campbell
William Oliver Campbell (Charlottesville, Virginia; 7 de julio de 1959), conocido como Billy Campbell, es un actor estadounidense, principalmente de televisión. Billy es conocido por interpretar a Jordan Collier en la serie Los 4400. También trabajó en series como Once and Again y The O.C. Tuvo un rol protagónico en la película Enough con Jennifer López, y también participó en la película Drácula, de Bram Stoker de 1992. 
Es conocido por su papel recurrente como Luke Fuller en la serie de televisión Dynasty. Luego se hizo conocido por interpretar a Rick Sammler en Once and Again, al Det. Joey Indelli en Crime Story, Jordan Collier en Los 4400, y el Dr. Jon Fielding en Tales of the City (1993). Sus películas más notables incluyen The Rocketeer, Drácula, de Bram Stoker y Enough (2002). Interpretó a Darren Richmond en la serie de televisión de AMC, The Killing, el Dr. Alan Farragut en la serie, Helix de SyFy y al Det. John Cardinal en la serie Cardinal.

## Primeros años
Campbell nació en Charlottesville, Virginia. Asistió a la Academia Militar de Fork Union y Western Albemarle High School. Sus padres se divorciaron cuando él tenía dos años.

## Carrera
Después de una aparición en un episodio de la exitosa comedia de situación de la década de 1980, Family Ties, el primer papel destacado de Campbell fue el de Luke Fuller, el amante de Steven Carrington en Dynasty. Campbell apareció en la quinta temporada de la serie (1984-1985) cuando Dynasty era la serie número uno en la televisión estadounidense. Después de esto, tuvo un papel regular como el detective Joey Indelli en la serie de 1986-1988 de la NBC, Crime Story. Campbell fue la primera opción de los productores de Star Trek: The Next Generation para interpretar el papel de William Riker, pero perdió el papel ante Jonathan Frakes. Campbell apareció como estrella invitada durante la segunda temporada de la serie, interpretando al personaje principal en el episodio, The Outrageous Okona".
En 1991, Campbell interpretó el papel principal en The Rocketeer. Luego apareció como "Quincey Morris", un cazador de vampiros en Drácula, de Bram Stoker (1992). En 1993, actuó en la serie de detectives de corta duración, Moon Over Miami, y ganó el papel del Dr. Jon Fielding en la adaptación televisiva de Tales of the City. Apareció en las secuelas More Tales of the City en 1998, y Further Tales of the City en 2001.
En 1999, Campbell comenzó su papel de Rick Sammler en Once and Again, junto a Sela Ward. La serie duró tres temporadas hasta 2002, tiempo durante el cual Campbell recibió una nominación al Globo de Oro por Mejor Actor en una Serie Dramática. Campbell luego tuvo un papel regular como Jordan Collier en la serie de ciencia ficción, Los 4400, que se emitió durante cuatro temporadas en la USA Network entre 2004-2007. En 2005, tuvo un papel recurrente en la serie juvenil The O. C..
Después de su papel en la película de 2002 Enough, en la que interpretó al marido abusivo del personaje de Jennifer Lopez, interpretó al asesino en serie, Ted Bundy en la película para televisión de 2003 Junto a un extraño. Luego interpretó a un profesor universitario acusado de violar a una estudiante en un episodio de 2004 de Law & Order: Special Victims Unit, y también interpretó a un asesino en serie acusado que se defiende en la serie de televisión de 2007, Shark. En 2010, Campbell tuvo un papel recurrente en el renacimiento efímero de Melrose Place. Luego, Campbell asumió un papel destacado en la serie de AMC, The Killing, una nueva versión estadounidense de la serie danesa de la mismo nombre.
En 2012, Campbell interpretó al padre severo pero amable en la película independiente. Fat Kid Rules the World. En 2000, Campbell fue nombrado una de las "50 personas más bellas del mundo" por la revista People. En 2013, interpretó a Abraham Lincoln en la adaptación televisiva de National Geographic, Killing Lincoln del libro de Bill O'Reilly/Martin Dugard.
De 2017 a 2020, protagonizó la serie dramática de televisión canadiense Cardinal, por la que ganó el Canadian Screen Award al Mejor Actor en una Serie Limitada o Película de televisión, en los 6.º Canadian Screen Awards de 2018, 2019 y 2020.

## Vida personal
Al final de la filmación de The Rocketeer en 1991, Campbell, de 31 años, comenzó un romance con su coprotagonista de 20, Jennifer Connelly. Mantuvieron una relación durante cinco años antes de separarse en 1996. Posteriormente se casó con una noruega; tuvieron dos hijos y viven en la granja de su familia en Rygge, en Noruega.
Campbell es un entusiasta del rugby, habiendo jugado para el Virginia Rugby Football Club, el Chicago Lions RFC y el Santa Mónica Rugby Club.
Campbell tiene estatus migratorio de "residente permanente" en Canadá, con un apartamento en Vancouver, Columbia Británica.

## Filmografía

### Cine
| Año  | Título                                 | Papel                           | Notas        |
| ---- | -------------------------------------- | ------------------------------- | ------------ |
| 1982 | How Sleep the Brave                    | Strickner                       |              |
| 1989 | Call from Space                        | Joven                           | Cortometraje |
| 1991 | The Rocketeer                          | Cliff Secord                    |              |
| 1991 | Checkered Flag                         | Tommy Trehearn                  |              |
| 1992 | Drácula, de Bram Stoker                | Quincey Morris                  |              |
| 1993 | The Night We Never Met                 | Shep                            |              |
| 1993 | Gettysburg                             | Teniente Pitzer                 |              |
| 1994 | Dickwad                                | Chet                            | Cortometraje |
| 1995 | Under the Hula Moon                    | Marvin                          |              |
| 1995 | Lover's Knot                           | Steve Hunter                    |              |
| 1997 | Elissa                                 | Will                            | Cortometraje |
| 1997 | Menno's Mind                           | Menno                           |              |
| 1997 | The Second Jungle Book: Mowgli & Baloo | Harrison                        |              |
| 1997 | Last Chance Love                       | Robert                          |              |
| 1998 | The Brylcreem Boys                     | Miles Keogh                     |              |
| 2001 | The Rising Place                       | Streete Wilder                  |              |
| 2002 | Enough                                 | Mitch Hiller                    |              |
| 2003 | Gods and Generals                      | Maj. Gen. George Pickett        |              |
| 2008 | Ghost Town                             | Richard                         |              |
| 2010 | Almost Kings                           | Ron                             |              |
| 2012 | Fat Kid Rules the World                | Sr. Billings                    |              |
| 2012 | The Disappeared                        | Mannie                          |              |
| 2013 | Copperhead                             | Abner Beech                     |              |
| 2014 | Red Knot                               | Capitán Emerson                 |              |
| 2014 | The Scribbler                          | Sinclair                        |              |
| 2014 | Operation Rogue                        | Presentador de noticias militar |              |
| 2022 | Trol                                   | Dr. David Secord                |              |
| 2022 | Narvik                                 | George L. D. Gibbs              |              |

### Televisión
| Año       | Título                            | Papel                                | Notas                            |
| --------- | --------------------------------- | ------------------------------------ | -------------------------------- |
| 1973      | The Rookies                       | Gordan                               | Episodio: "The Wheel of Death"   |
| 1984      | Family Ties                       | Lyle                                 | Episodio: "Best Man"             |
| 1984-1985 | Dynasty                           | Luke Fuller                          | 10 episodios                     |
| 1985      | First Steps                       | Dwayne                               | Película de televisión           |
| 1986      | Shattered If Your Kid's on Drugs  |                                      | Película de televisión           |
| 1986      | Dream West                        | Teniente Gaines                      | Película de televisión           |
| 1986      | Crime Story                       | Det. Joey Indeli                     | Película de televisión           |
| 1986-1988 | Crime Story                       | Det. Joey Indeli                     | 28 episodios                     |
| 1988      | Star Trek: The Next Generation    | Capt. Thadiun Okona                  | Episodio: "The Outrageous Okona" |
| 1989      | CBS Summer Playhouse              | Wayne                                | Episodio: "The Heat"             |
| 1993      | Tales of the City                 | Jon Fielden                          | Miniserie de TV                  |
| 1993      | Moon Over Miami                   | Walter Tatum                         | 12 episodios                     |
| 1995      | Out There                         | Delbert Mosley                       | Película de televisión           |
| 1996      | The Cold Equations                | Teniente John Barton                 | Película de televisión           |
| 1997      | Automatic Avenue                  |                                      | Película de televisión           |
| 1997      | The Naked Truth The Naked Truth   | Luke                                 | Episodio: "A Year in the Life"   |
| 1998      | Frasier                           | Dr. Clint Webber                     | Episodio: "The Perfect Guy"      |
| 1998      | More Tales of the City            | Dr. Jon Philip Fielding              | Miniserie de TV                  |
| 1998      | Monday After the Miracle          | John Macy                            | Película de televisión           |
| 1998      | Max Q (]                          | Clay Jarvis                          | Película de televisión           |
| 1999      | Dead Man's Gun                    | John Slattery                        | Episodio: "The Regulator"        |
| 1999-2002 | Once and Again                    | Rick Sammler                         | 63 episodios                     |
| 2000      | In the Beginning                  | Moses                                | Película de televisión           |
| 2001      | Further Tales of the City         | Dr. Jon Philip Fielding              | Miniseries de tv                 |
| 2003      | The Stranger Beside Me            | Ted Bundy                            | Película de televisión           |
| 2003      | The Practice                      | Tom Bartos                           | Episodio: "Goodbye"              |
| 2004      | Law & Order: Special Victims Unit | Ron Polikoff                         | Episodio: "Doubt"                |
| 2004-2007 | The 4400                          | Jordan Collier                       | 26 episodios                     |
| 2005      | The O. C.                         | Carter Buckley                       | 7 episodios                      |
| 2007      | Shark                             | Wayne Callison                       | 3 episodios                      |
| 2008      | The Circuit                       | Al Shines                            | Película de televisión           |
| 2009      | Meteor                            | Det. Jack Crowe                      | Miniserie de tv                  |
| 2009      | Eureka                            | Dr. Bruce Manlius                    | Episodio: "Shower the People"    |
| 2009      | Revolution                        | Tom Hart                             | Película de televisión           |
| 2010      | Melrose Place                     | Ben Brinkley                         | 3 episodios                      |
| 2011-2012 | The Killing                       | Darren Richmond                      | 26 episodios                     |
| 2014-2015 | Helix                             | Dr. Alan Farragut                    | 26 episodios                     |
| 2016      | Rizzoli & Isles                   | Abogado defensor Alice Sands         | 1 episodio                       |
| 2017      | Modus                             | Dale Tyler                           | Rol recurrente (temporada 2)     |
| 2017–2020 | Cardinal                          | Det. John Cardinal                   | Protagonista                     |
| 2019      | The Rocketeer                     | Dave Secord (voz) Cliff Secord (voz) | Protagonista                     |